# 格林加登鎮區 (堪薩斯州埃爾斯沃思縣)
格林加登鎮區（英語：Green Garden Township）為美國堪薩斯州埃爾斯沃思縣轄下的鎮區。2010年美国人口普查中此鎮區人口有213人。

## 地理
格林加登鎮區涵蓋總面積為94.5平方（36.48平方英里），其中陸地面積為94.3平方（36.40平方英里），水域面積為0.21平方（0.08平方英里）或0.22%。海拔高度543（1,781英尺）。

## 人口統計
根據2010年美國人口普查，格林加登鎮區人口有213人，其中男性有105人，女性有108人，人口密度為每平方公里2.26人，住房計98戶。鎮區內的白人有203人，非裔美國人有0人，美洲原住民有1人，亞裔美國人有0人，太平洋島裔美國人有0人，其他種族有3人，混血種族則有6人。此外鎮區內有17人為西班牙裔或拉丁裔美國人。此鎮區之年齡中位數為39.5歲，而男性年齡中位數為39.5歲，女性年齡中位數為39.0歲。